# Liste des seigneurs d'Oisy
Les seigneurs d'Oisy, aujourd'hui Oisy-le-Verger, sont de puissants seigneurs, connus depuis le IXe siècle. Le fief ne cessera de s'étoffer au fil du temps et va appartenir à de très puissantes familles  jusqu'au roi Henri IV en personne. Vendu par la suite, il existera des comtes d'Oisy jusqu'à la Révolution.

## Histoire
Les seigneurs d'Oisy, remontent historiquement au IXe siècle avec l'institution d'Eudes Ier d'Oisy, ber (baron) d'Oisy par Charlemagne
Maîtres d'un puissant fief qui se renforce au fil des alliances et mariages, ils seront  châtelains de Cambrai durant le Moyen Âge. Des familles de plus en plus puissantes se sont succédé à la tête de la seigneurie jusqu'au roi Henri IV lui-même. 
Oisy était une ville forte bien murée. La terre relevait jadis de l'évêque de Cambrai, puis a été annexée au comté d'Artois. Les possessions s'étendaient des portes de Cambrai jusqu'aux environs de Bapaume. Le fief comprenait plus de trente sept villages à clochers, de nombreux hameaux, châteaux, maisons fortes et autres fiefs nobles.
Voici l'énumération des titulaires successifs :

## La Maison d'Oisy

### Les Eudes d'Oisy
Les plus anciens seigneurs d'Oisy datent du IXe siècle. Ils nous sont connus principalement par l'union d'Eudes (ou Odon) avec l'héritière de Crèvecœur, Elissende de Walincourt, petite-fille de Raoul de Crèvecœur. Cet Eudes est défini comme « étant nommé ber d'Oisy » par Charlemagne et ils sont définis par des généalogistes descendant des Duc d'Aquitaine.
Peu d'éléments les concernant nous sont parvenus et leur nombre est sujet à caution. De plus, la châtellenie de Cambrai ne sera héréditaire qu'au XIIe siècle, ce qui ne permet pas de suivre correctement leur filiation.
En voici une énumération :
- Eudes Ier d'Oisy
- Eudes II d'Oisy
- Eudes III d'Oisy

### Les Gauthier d'Oisy[5]
Descendants des châtelains de Lens, ils sont historiquement plus fiables. Connus pour leurs conflits avec leur suzerain l'évêque de Cambrai, ils provoquèrent et subirent de nombreux conflits et les derniers connaîtront des morts violentes.
- Gauthier de Lens (~930- ?)
- Gauthier Ier d'Oisy (~960-1011)
- Gauthier II d'Oisy (~990-1041)
- Gauthier III d'Oisy (? -1041)
- Jean Ier d'Arras[6] (? -1050)

### Les «Hugues» d'Oisy
Turbulents et félons, ils tirent parti des querelles entre l'évêque de Cambrai et ses bourgeois et s'illustrent, aux dires des chroniqueurs, par leur violence. Le dernier, Hugues III, rachètera ses ancêtres en se croisant et en s'illustrant par ses talents de trouvère.
- Hugues Ier d'Oisy (1046- 1111)
  - Hugues II d'Oisy (1075- 1133) 
    - Simon d'Oisy (1115- 1171)
      - Hugues III d'Oisy (1145- 1189)

## Autres Maisons
Tombant de nouveau en quenouille, la châtellenie d'Oisy cesse alors d'être le fief principal des seigneurs du lieu. Il est fort probable qu'à partir de cette époque un châtelain soit nommé par son suzerain pour tenir en fief, gérer et défendre la châtellenie pour son maître.
Le premier connu figure sur la Charte communale d'Oisy en 1216 et a pour nom : Simon d’Oisy.
L'armorial de Guelre présente à la fin du XIVe siècle, le blason d'un « seigneur » d'Oisy sur la page du comte de Bar (seigneur d'Oisy), ce blason n'est autre que celui attribué à Hugues II d'Oisy, on le retrouvera fréquemment par la suite. Ce blason au croissant se retrouve sur de nombreux documents lié à Oisy et sur les cloches du carillon de l'église d'Oisy offert par la famille d'Assignies.

### Les Montmirail
Issus d'une famille d'Île-de-France, les Montmirail ont un rang important et siègent à la cour. Ils ne négligeront pas leur seigneurie du nord pour autant et participeront activement au développement du bourg.
Jean Ier de Montmirail (1165-1217)
Jean II de Montmirail (? -1240)
Mathieu de Montmirail (? -1262)
Faute d'héritiers, les possessions des Montmirail reviennent à Marie de Montmirail. Elle avait épousé en  1213 Enguerrand III de Coucy, dit « le Grand Coucy ». Oisy devient définitivement une possession parmi d'autres.

### Les Coucy
Enguerrand III de Coucy, dit « le Grand Coucy » (1182-1262)
Enguerrand IV de Coucy (1228-1311)

### Les Coucy-Guines
Enguerrand V de Coucy-Guines (? -1324)
Guillaume Ier de Coucy (1280-1335)
Enguerrand VI de Coucy (1313-1346)
Enguerrand VII de Coucy (1342-1397)

### La Maison de Bar
Henri de Marle (1362-1397)
Robert de Bar (vers 1390 -1415)

### La Maison de Luxembourg
Louis de Luxembourg (1418-1475)
Pierre de Luxembourg (? -1482)

### Les Bourbons-Vendôme
François de Bourbon (? -1495)
Charles de Bourbon (? -1537)
Antoine de Bourbon (? -1562)
Henri IV de France (? -1610)

## Les Comtes d'Oisy

### Les Tournay
Antoine de Tournay
Charles de Tournay
François de Tournay
Philippe de Tournay : par lettres de janvier 1665, données à Paris, la terre et baronnie d'Oisy est érigée en comté pour Philippe de Tournay, seigneur et baron d'Oisy, en récompense du zèle qu'il montra pour le service du roi.

### Les Tournay d'Assignies
Julien Eustache de Tournay d'Assignies (Famille d'Assignies) : Il hérite de son cousin Philippe de Tournai en mai 1678, le comté d'Oisy et ses autres nombreux biens, soit une très belle fortune, à condition qu'il prenne les nom et armes de Tournai.
Jean Eustache de Tournay d'Assignies
Charles Joseph de Tournay d'Assignies
Eustache Joseph de Tournay d'Assignies